# Eticho/Haicho
Eticho/Haicho, también llamado Hecho o Haecho († después del 17 de septiembre de 723), conde en Alsacia. Es el hijo menor del duque Eticho y su esposa Berswinda. Miembro de la familia noble de los Eticónidas. Eticho/Haicho ha sido indicado como el fundador de la rama de condes del Nordgau, de donde proviene la Casa de Habsburgo, la Casa de Lorena  y la familia de Egisheim-Dagsburg.

## Biografía
Un cartulario del siglo XV concerniente al monasterio de Honau y titulado Bisthumb Honaw, menciona como cuarto hijo del duque Eticho a Eticho/Haicho: Hettich genuit quatuor filios, Adelbertum, Battichonem, Hugonem, Hechonem.
No obstante, falta un diploma justificante que explícitamente documente la filiación de Haicho. Por el contrario, Haicho y sus dos hijos Hugo y Albericus están mencionados en un documento fechado en Sundhouse, el 17 de septiembre de 723. Mediante esta escritura Haicho donó a la abadía de Honau, bajo el testimonio y consentimiento de sus hijos, su parte hereditaria en la isla de Honau.
Por otra parte, en el caso de su hijo Hugo II (Huc/Huchus), dos documentos del monasterio de Fulda totalmente independientes, que también mencionan el nombre de su hijo Haicho II (Hahihconi/Hahichoni), sirven como confirmación. En efecto, durante su estadía en Paderborn, Huc lleva a cabo el 19 de junio de 785, un acto jurídico importante: preocupado por la salud de su alma y la de su hijo Hahicho, ansioso por redimir los pecados que había cometido y esperanzado en obtener por intercesión de los monjes la vida eterna para él y su hijo, dona importantes propiedades al célebre monasterio de Fulda, entonces gobernado por el abad Baugulf que gozaba de la estima de Carlomagno. Los esclavos que vivían en las tierras cedidas, a saber ocho hombres y dos mujeres, están comprendidos en la donación. Estos bienes estaban situados en Ostheim (Osthaim), Kientzheim (Choneshaim), Sigolsheim (Rigoltesberg); una parte o la totalidad habían sido dados anteriormente en beneficio a un vasallo (homo) de Huc, de nombre Baturic. Once testigos estaban presentes en la donación. Es sabido que el autor de un acto jurídico elegía por testigos a personas que conocía bien y a menudo parientes. En este caso, el décimo testigo Eburhardus qui consensit et subscripsi es ciertamente un miembro de la familia que tiene un derecho sobre los bienes cedidos; sino no hubiese tenido que dar su consentimiento. Podría tratarse de Hebrohardum (Eberhard), sobrino de Hugo según la Notitia de Honau. El undécimo testigo, Haicho, podría ser pariente de Huc, incluso podría tratarse de su propio hijo Hahicho si es que todavía estuviese vivo. Finalmente Adalbertus, el noveno testigo, lleva un nombre que también podría designar a un descendiente de Eticho/Adalricus, ya sea Adalbertus II o Adalbertus III, que hace una donación al mismo monasterio de Fulda, el 1 de abril de 805.
De esta manera, las indicaciones genealógicas de la Notitia del cartulario de Honau con Haicho como abuelo, Hugo como padre y Haicho como nieto aparecen completamente confirmadas: Hecho genuit duos filios: Hugonem et Albericum. Hug autem genuit unum filium nomine Hechonem. 
Por el contrario, carece de seguridad documental la declaración de la Notitia que Albericus tenía por hijos a Hugbert, Eberhard, Horbert y Thetibald: Albericus autem genuit quatuor filios: Hugbertum, Hebrohardum, Horbertum et Thetibaldum. Solo para Thetibaldus, se encuentra un portador del mismo nombre en franca esfera eticónida: en el umbral del siglo IX, es decir, en correspondencia con la tercera generación posterior a Eticho/Adalricus, realmente aparece en Alsacia un Theotbaldus. El abad Theotbald donó en 803 a la abadía de Fulda patrimonio en Diebolsheim (Dubileshaim) y Friesenheim (Friesenhaim) con excepción de la mancipia transferida por él a su sobrino Hugo. Junto a este documento, Theopaldus aparece mencionado como abad de Ebersmünster en 810, 817 y 829. Tanto los lugares de donación, así como la dignidad abacial en un monasterio eticónida hablan de pertenencia a la familia ducal alsaciana, apoyando así al menos indirectamente, la indicación de la Notitia, que el abuelo de Thetibald, Eticho/Haicho era un hijo del duque Eticho/Adalricus.

## Matrimonio y descendencia
Haicho es probablemente el personaje mencionado en un documento para el monasterio de Saint-Mihiel como Chaico, el marido de una señora llamada Ganna. El matrimonio tiene dos hijos:
1. Hugo II
  1. Haicho II
2. Albericus
  1. Hugbert
  2. Eberhard
  3. Horbert
  4. Thetibald